# Mariánský sloup (Spišská Nová Ves)
Mariánský sloup je kamenný morový sloup se sochou Immaculaty z roku 1724, který se nachází na náměstí v historickém centru před kostelem Nanebevzetí Panny Marie ve Spišské Nové Vsi. Sloup byl vztyčen na základě daru tehdejšího spišského starosty Teodora Konštantína Lubomirského. Spišskonovoveský mariánský sloup patří k nejstarším, které Lubomirski vztyčil v dalších městech Provincie 13 spišských měst v době tzv. Spišské zástavy. Podle dochovaných archivních pramenů sochu Immaculaty zhotovil levočský kameník Friedrich Horn. Latinský nápis na podstavci sloupu zní: PIA LIBERLITATE/ FIDELIUM IGLOVIEN=//SIUM IN HONOREM/ IMMACULATAE CON=//CEPTIONIS B.(eatae) V.(irginis) M.(ariae)/ ANNO MDCCCXCVII/ EXSTRUCTA. / AVE MARIAGRATIA/ PLENAI (Postaven v roce Páně 1897 ze zbožné štědrosti novoveských věřících ke cti Neposkvrněného početí Panny Marie. Zdrávas Maria, milosti plná).
O důvodech výstavby mariánských sloupů v městech Provincie 13 spišských měst existuje několik dohadů. Jednou z nich je sňatek Lubomirského s rozvedenou manželkou anglického obchodníka Alžbětou Culler-Cumingovou, která se stala katoličkou a dostala od papeže dispens. Pravděpodobnou možností je církevní trest, který Lubomirski dostal za svůj výstřední život ve Spišské Nové Vsi a na Ľubovňanském hradě. Údajně měl milenku a několik nemanželských dětí. Podle dalších domněnek vybíral nadměrné poplatky a daně za různé dary, cesty k císařskému dvoru do Vídně, vydržování vojáků a městského lékaře Jana Malletera nebo nadměrné nákupy střelného prachu. Pro své špatné vlastnosti si Theodor vysloužil přezdívku „kníže pekelné tmy“. Císař a uherský král Karel VI. ho kvůli četným stížnostem a vykořisťování káral. Polský král August II. mu navzdory jeho prohřeškům odpustil a dopisem potvrdil jeho úřad spišského primátora. Na znamení pokání nechal Teodor pravděpodobně postavit mariánské sloupy.
Sloup byl v průběhu času několikrát renovován, roku 1897 jej restauroval italský kameník J. Miglierini z Gánovců. V roce 1997 byl sloup prohlášen za národní kulturní památku Slovenské republiky. Poslední restaurování proběhlo v letech 2009-2010 za významné finanční podpory města a příspěvků občanů shromážděných ve veřejné sbírce. Celý travertinový sloup, balustráda, schodiště a dlažba byly restaurovány pod vedením akad. mal. Štefana Kovála, sochaře. Zároveň byla vytvořena kopie sochy Immaculaty, která byla na sloup umístěna. Původní socha byla restaurována a uložena na radnici.
Zajímavostí je, že při rekonstrukci horní části mariánského sloupu byla v roce 2010 při reinstalaci umístěna časová schránka s dobovými předměty, která rovněž dokumentuje průběh rekonstrukce.

## Galerie

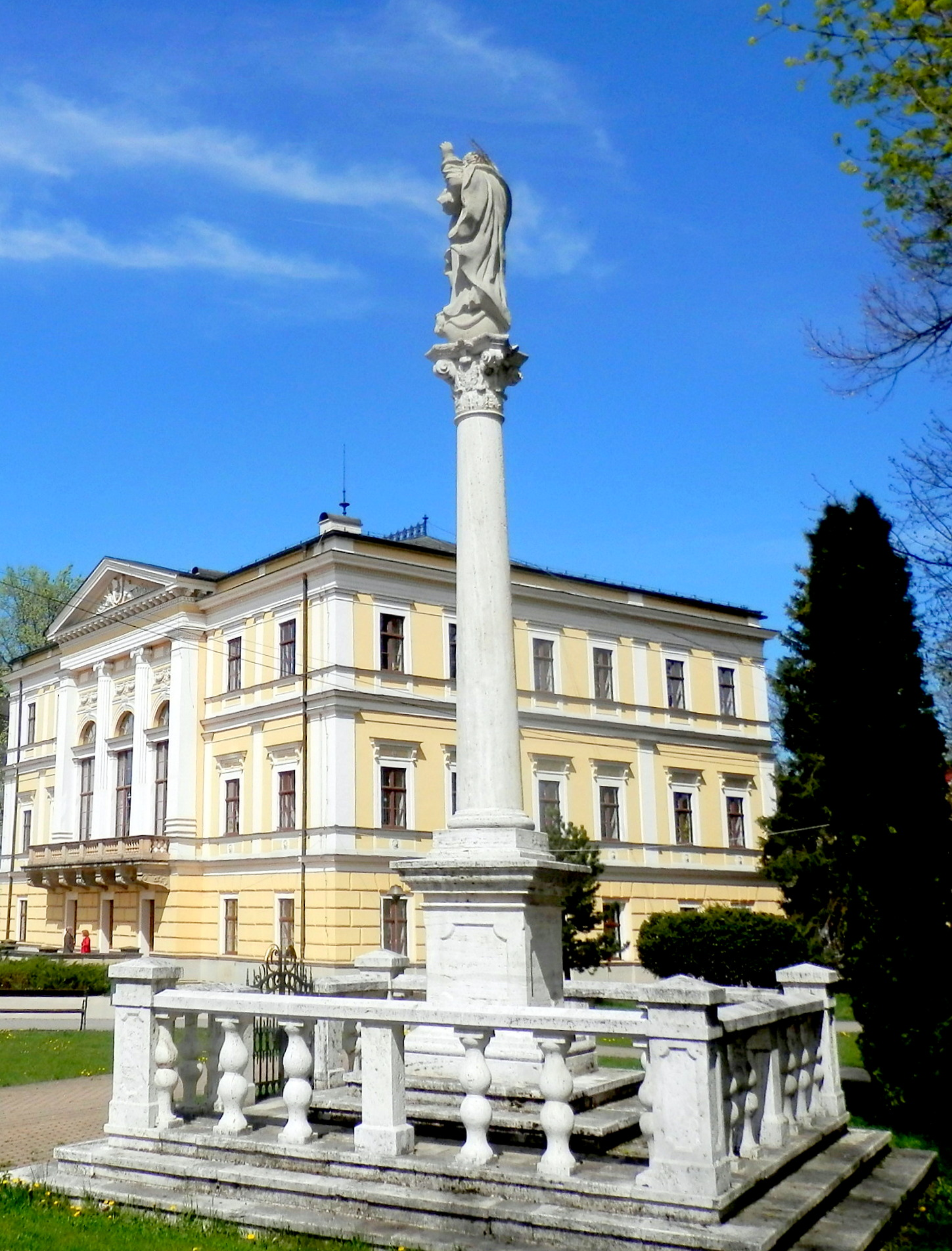
Boční pohled na mariánský sloup
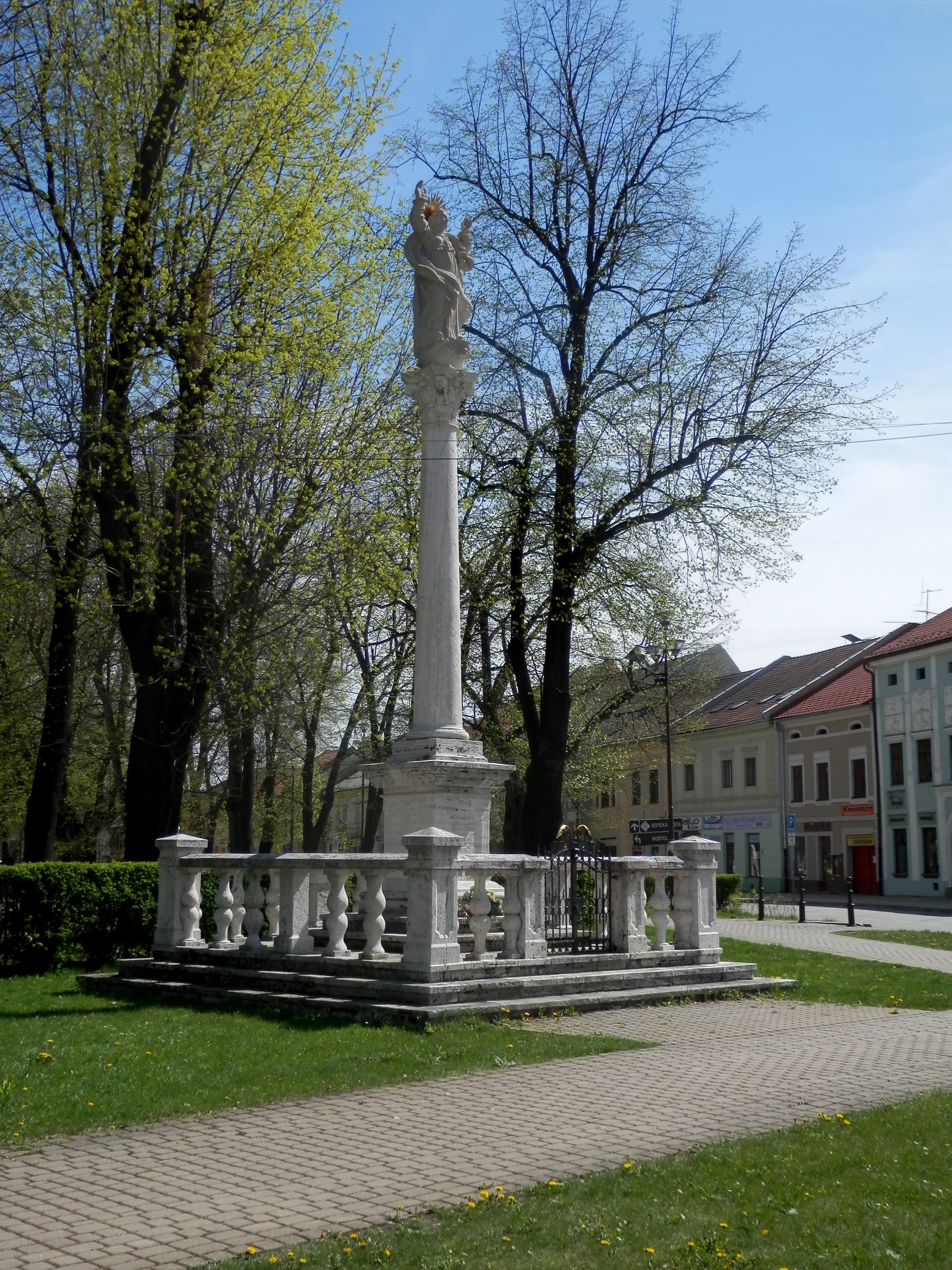
Boční pohled na mariánský sloup
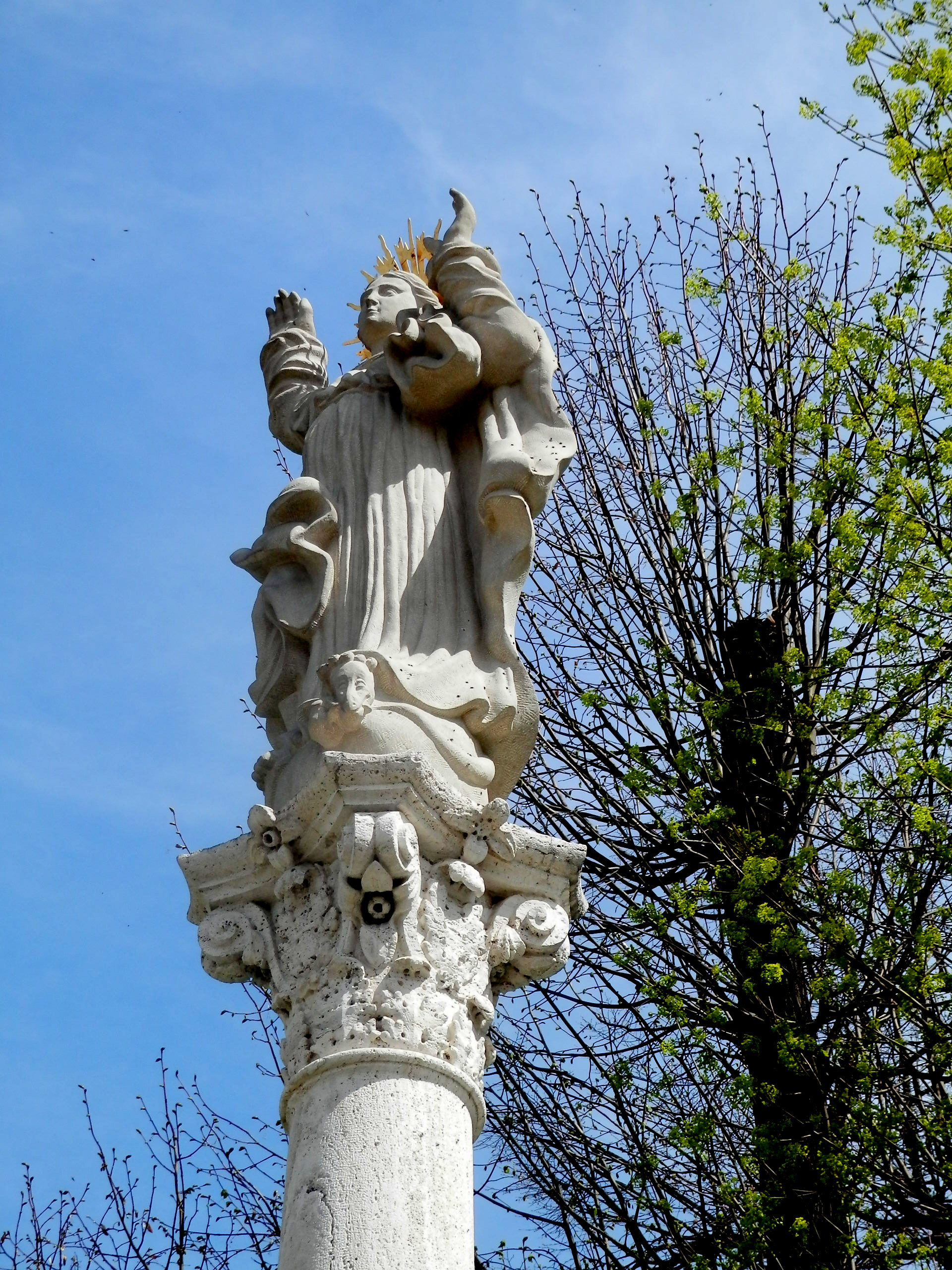
Kopie sochy Immaculaty na vrcholu sloupu
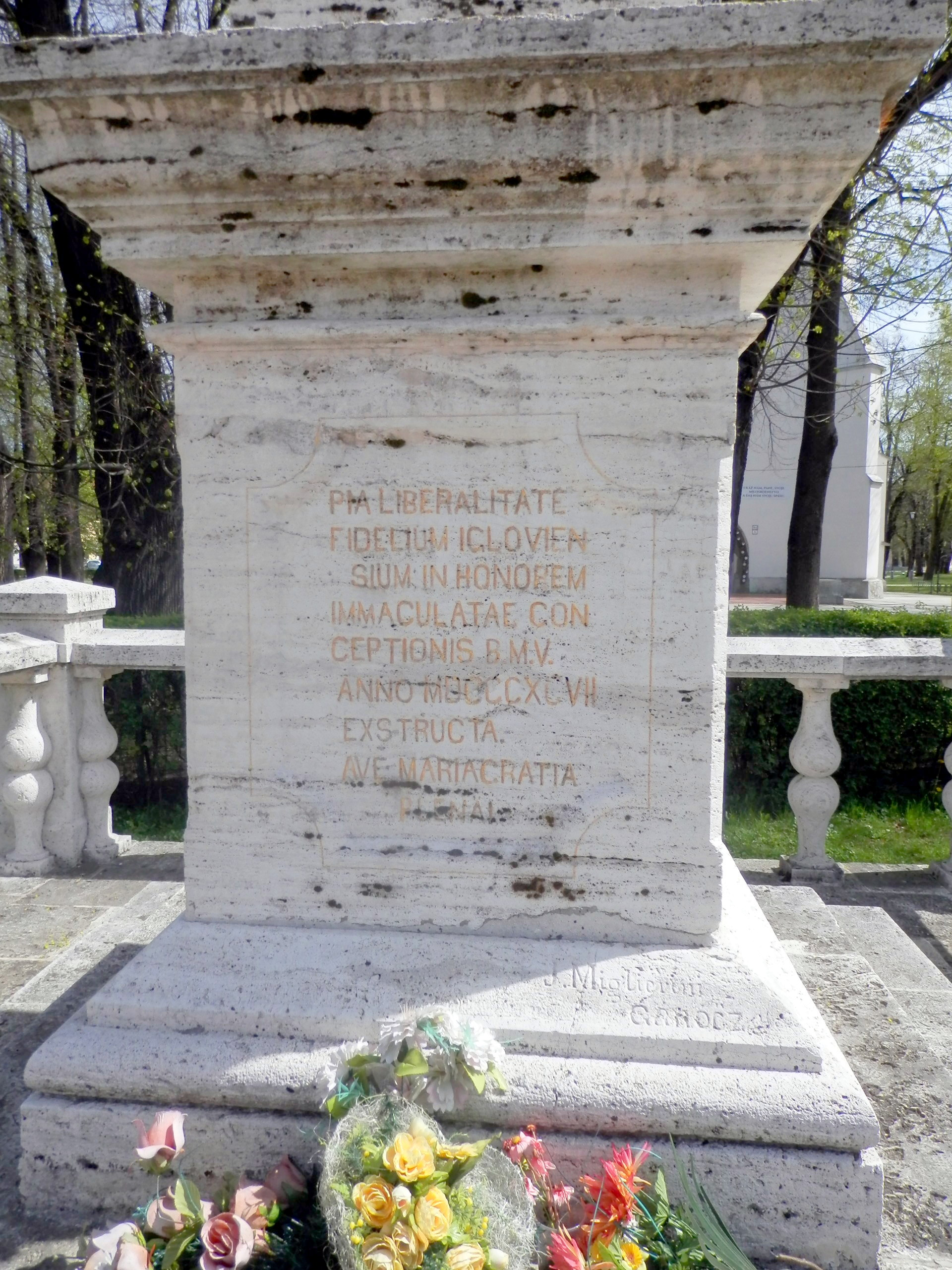
Latinský nápis na podstavci sloupu